# FA Women's National League South
FA Women's National League South là một trong hai giải bóng đá hạng ba trong hệ thống bóng đá nữ tại Anh cùng với FA Women's National League North. Giải thuộc hệ thống giải của FA Women's Premier League và nằm dưới hai hạng đấu của FA Women's Super League.
Giải thi đấu theo thể thức vòng tròn hai lượt trên sân nhà và sân khách. Hai đội cuối bảng phải, dựa theo khu vực địa lý của đội xuống hạng, xuống chơi ở Division One South West và Division One South East.

## Câu lạc bộ mùa 2018-19
| Tên                   | Vị trí mùa trước       |
| --------------------- | ---------------------- |
| C & K Basildon L.F.C. | 2                      |
| Cardiff City          | 10                     |
| Chichester City       | 8                      |
| Coventry United       | 4                      |
| Gillingham            | 9                      |
| MK Dons               | Lên hạng từ South East |
| Oxford United         | 8 (WSL 2)              |
| Plymouth Argyle       | Lên hạng từ South West |
| Portsmouth            | 6                      |
| Queens Park Rangers   | 11                     |
| Watford               | 10 (WSL 2)             |
| Loughborough Foxes    | lên hạng               |

## Các đội vô địch
| Mùa     | Đội                           |
| ------- | ----------------------------- |
| 2000-01 | Brighton & Hove Albion W.F.C. |
| 2001-02 | Fulham L.F.C.                 |
| 2002-03 | Bristol Rovers W.F.C.         |
| 2003-04 | Bristol City W.F.C.           |
| 2004-05 | Chelsea                       |
| 2005-06 | Cardiff City                  |
| 2006-07 | Watford                       |
| 2007-08 | Fulham                        |
| 2008-09 | Millwall Lionesses            |
| 2009-10 | Barnet                        |
| 2010-11 | Charlton Athletic             |
| 2011-12 | Portsmouth                    |
| 2012-13 | Reading                       |
| 2013-14 | Coventry City                 |
| 2014-15 | Portsmouth                    |
| 2015-16 | Brighton & Hove Albion        |
| 2015-16 | Tottenham Hotspur             |
| 2017-18 | Charlton Athletic             |

Câu lạc bộ vô địch và thăng hạng FA WSL 2 (thông qua trận play-off giữa các đội vô địch Southern và Northern Division), và là nhà vô địch chung cuộc của FA WPL, được in đậm.